# Red Sea Dam

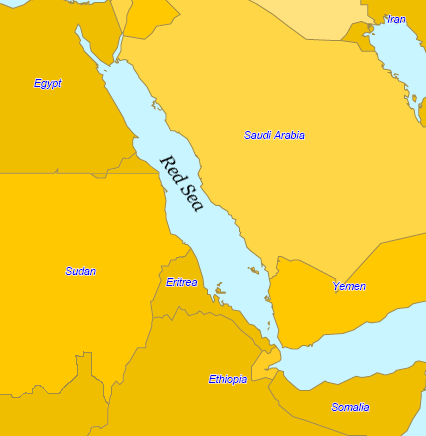
Das Rote Meer

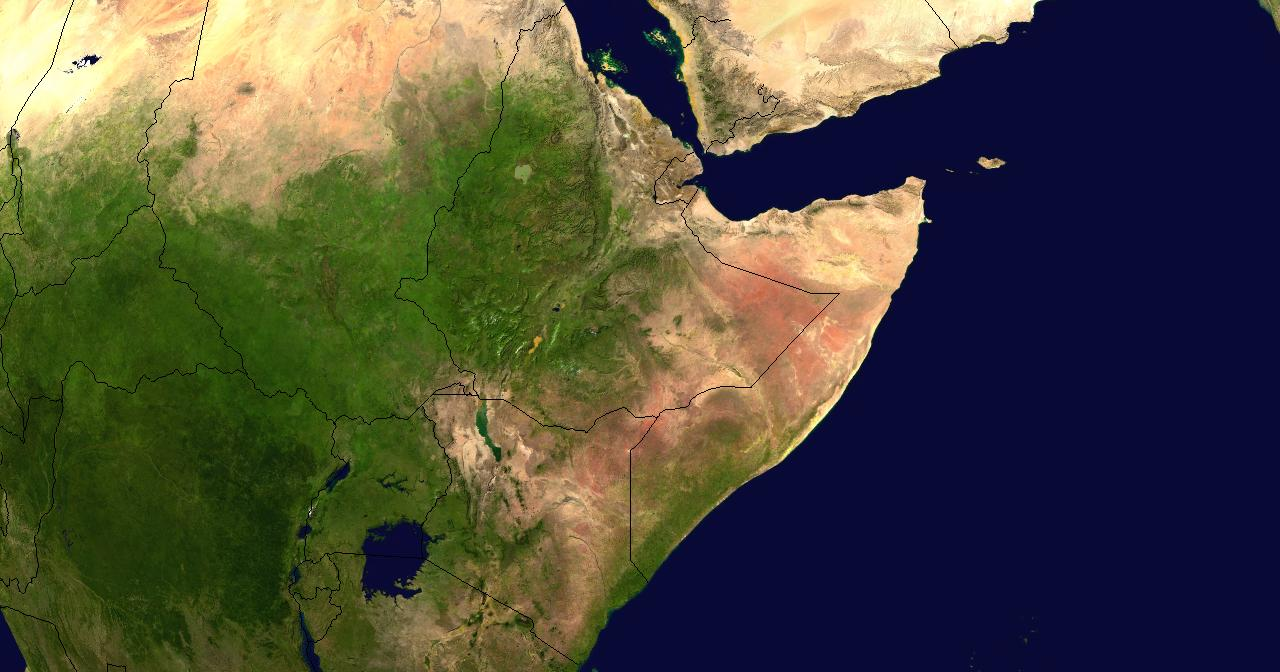
Satellitenaufnahme des Horns von Afrika mit dem Bab al-Mandab

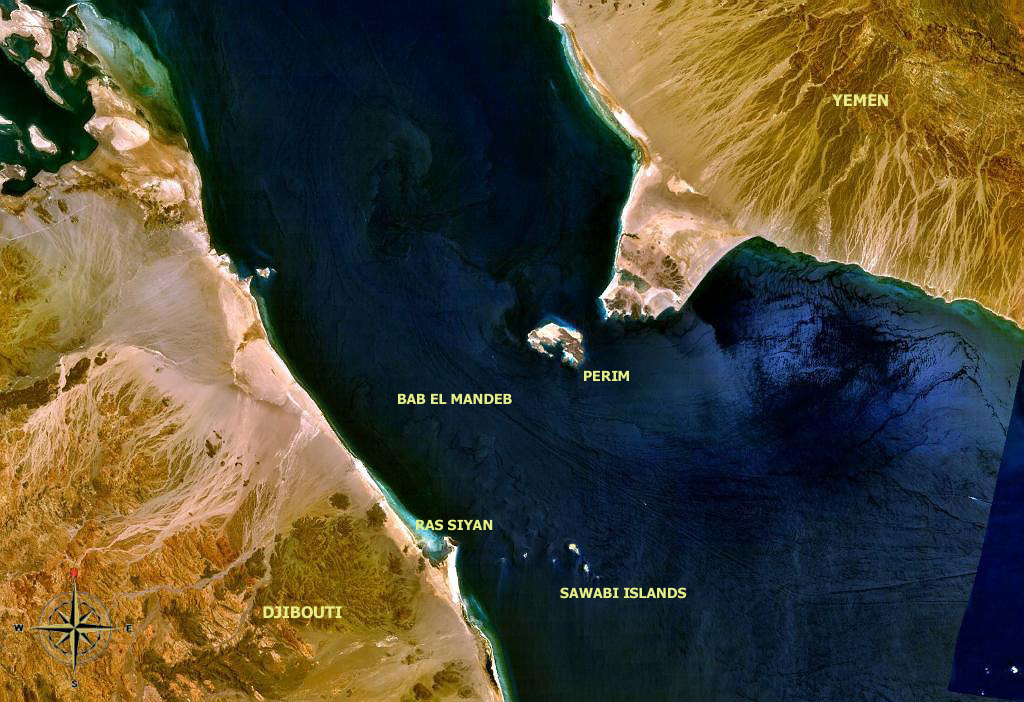
Region des Bab al-Mandab mit Beschreibung

Als Red Sea Dam wird ein spekulativer Makro-Engineering-Vorschlag zur Absperrung und Absenkung des Roten Meers mittels eines Staudamms bezeichnet, der seit den 1960er Jahren fassbar ist und im Jahr 2007 von Wissenschaftlern und Ingenieuren an der Universität Utrecht aufgegriffen und weiter ausgearbeitet wurde.
Obwohl es die Absicht der Autoren ist, die „ethischen und umwelttechnischen Dilemmata und einige der politischen Auswirkungen des Makro-Engineerings“ zu erforschen, hat der Vorschlag sowohl Kritik als auch Spott auf sich gezogen.

## Vorschlag
Das Rote Meer würde an seinem südlichen Ausgang zwischen Dschibuti und Jemen abgesperrt, wo der Bab al-Mandab nur 27 km breit ist, oder zwischen Jemen und Eritrea. Der Damm wäre 150 m hoch, 1 km breit und (in der Variante zwischen Jemen und Eritrea) 100 km lang.
Die natürliche Verdunstung (Evaporation) würde schnell den Pegel des abgeschlossenen Roten Meeres absenken. Nach 50 Jahren wäre der Wasserspiegel des Roten Meeres um 100 m gefallen und die 450.000 km² große Oberfläche des Roten Meeres um ein Drittel reduziert und nach 300 Jahren wäre der Wasserspiegel schließlich um rund 600 m gefallen und die Oberfläche um zwei Drittel reduziert.
Durch den Staudamm kontrolliert einströmendes Wasser könnte Turbinen zur Stromerzeugung antreiben. Eine Abschätzung geht davon aus, dass nach 50 Jahren etwa 18 bis 19 Gigawatt elektrische Leistung bereitgestellt werden könnten und nach 300 Jahren bis zu 50 Gigawatt. Dies würde jedes andere Kraftwerk auf der Erde in den Schatten stellen.

## Auswirkungen
Die Verfasser des Vorschlags, Roelof Dirk Schuiling, Viorel Badescu, Richard B. Cathcart, Jihan Seoud und Jaap C. Hanekamp von der Universität von Utrecht, räumen ein, dass „Macro-Engineering-Projekte dieser Größe eine massive Zerstörung vorhandener Ökologie bewirken“ würden. Dieser Aspekt wird von Kritikern besonders in den Vordergrund gestellt, unter Hinweisen auf Schäden, die auch bei weitaus kleineren Projekten schon zu beobachten waren.
Die Autoren beanspruchen „grüne“ Qualitäten für die Idee: „Auf der Positivseite der Umweltauswirkungen stehen die großen Reduktionen der Treibhausgasemissionen und die verminderte Geschwindigkeit der Erschöpfung der fossilen Kohlenwasserstoffvorräte“.
Experten wie Peter Bosshard, Policy Director von International Rivers, haben das Vorhaben als „irrsinnig“ verurteilt.
Die Umgebung des angedachten Damms ist für ihren Vulkanismus bekannt, da sich die Ufer auf der Arabischen Platte und der Nubischen Platte auseinander bewegen. Deshalb erwägen die Planer des Damms eine (nicht näher erläuterte) andersartige Konstruktion als bei ihrem Vorschlag aus dem Jahr 2005 für einen Damm in der Straße von Hormus.
Durch die Abtrennung des Roten Meeres vom Indischen Ozean hätten Ägypten, Israel und Jordanien nicht mehr ihren schnellen Zugang zu den asiatischen Schifffahrtsrouten, Mekka und der Sudan würden ihre Seehäfen komplett verlieren. Der Suezkanal als wichtige Welthandelsroute zwischen Europa und Asien würde nutzlos, so dass die Schiffe wieder um ganz Afrika herum fahren müssten.
Der globale Meeresspiegelanstieg durch den Damm würde durch die effektive Verkleinerung der Oberfläche der Weltmeere nach 50 Jahren rund 12 cm betragen und nach 300 Jahren rund 30 cm.